# Parafia Świętej Rodziny i Świętych Apostołów Piotra i Pawła w Sobolewie
Parafia Świętej Rodziny i Świętych Apostołów Piotra i Pawła w Sobolewie – parafia rzymskokatolicka w Sobolewie.
Parafia erygowana w 1919. Obecny kościół parafialny murowany, zbudowany w latach 1983-1990. Dawny zabytkowy kościół, drewniany z 1817 roku, pełni rolę kaplicy dojazdowej.
Terytorium parafii obejmuje: Sobolew, Godzisz, Kobusy, Nową Krępę oraz Kaleń Pierwszy.